# بنك أنغولا الوطني
بنك أنغولا الوطني هو البنك المركزي لأنجولا. وهي مملوكة للدولة وحكومة أنغولا هي المساهم الوحيد. يقع البنك في لواندا، وقد تم إنشاؤه في عام 1926، لكنه يعود إلى عام 1865. ينشط بنك أنغولا الوطني في تطوير سياسة الشمول المالي وهو عضو في التحالف من أجل الإدماج المالي.

## روابط خارجية
- الموقع الرسمي